# Adalbert Kraetzig
Adalbert Kraetzig (* 24. Dezember 1819 in Blumenau, Kreis Bolkenhain; † 24. Juni 1887 in Hermsdorf unterm Kynast, Landkreis Hirschberg im Riesengebirge) war ein deutscher Richter, Staatsanwalt und Ministerialbeamter. Vor und nach der Deutschen Reichsgründung war er  Reichstagsabgeordneter.

## Leben
Nach dem Tod des Vaters (eines Gutsbesitzers) wuchs Kraetzig unter der Vormundschaft des Müllermeisters Kurz in Blumenau auf. Er besuchte das Matthias-Gymnasium. Nach dem Abitur am 28. September 1839 immatrikulierte er sich an der Katholisch-Theologischen Fakultät der Schlesischen Friedrich-Wilhelms-Universität. Er war Renonce der Landsmannschaft Borussia und Gründungsbursche der Landsmannschaft Pomerania. Dafür erhielt er am 30. September 1840 einen Verweis. Dass er am 3. April 1841 das studentische Begnadigungsgesuch für Georg August Pritzel unterzeichnete, brachte ihm einen weiteren Verweis der akademischen Gerichtsbehörde ein. Im selben Jahr wurde er im Corps Lusatia Breslau aktiv. Er war Senior und Consenior und galt als einer der besten Fechter in Breslau. Am 10. Mai 1841 wechselte er zur Rechtswissenschaft. Nach dem Staatsexamen am 8. Mai 1843 wurde er zum Dr. iur. promoviert. In seiner Doktorarbeit befasste er sich mit dem Fideikommiss als einer bleibenden Hinterlassenschaft der Römer.
Er wurde Assessor am Kriminalsenat des Oberlandesgerichts Breslau (1846), Patrimonialrichter in Camenz (1848) und Staatsanwalt in Brieg und Namslau (1849–1862). Nach drei Jahren in Königsberg i. Pr. kam er 1865 als Oberstaatsanwalt nach Bromberg. Im Januar 1866 zum Geh. Regierungsrat ernannt, leitete er über fünf Jahre die Katholische Abteilung im Preußischen Kultusministerium. 1868 wurde er zum Ministerialdirektor und Wirkl. Geh. Oberregierungsrat ernannt. Seine Katholische Abteilung wurde 1871 (nach der Reichsgründung) aufgelöst. Im Kulturkampf geriet er in Konflikt mit Otto von Bismarck, der ihn 1874 in den Ruhestand versetzte. Kraetzig zog sich als freistandesherrlicher Repräsentant nach Hermsdorf zurück.

## Abgeordneter
1862 und 1873/74 saß er im Preußischen Abgeordnetenhaus an. Als Mitglied der Freikonservativen Partei saß er 1867 für den Reichstagswahlkreis Regierungsbezirk Königsberg 6 (Braunsberg-Heilsberg) im Konstituierenden Reichstag des Norddeutschen Bundes. 1871–1874 war er Mitglied des Deutschen Reichstags für den Wahlkreis Breslau 13 (Frankenstein, Münsterberg) und die Zentrumspartei.